# (19255) 1994 VK8
(19255) 1994 VK8 — транснептуновый объект класса кьюбивано. Он был обнаружен 8 ноября 1994 года Аланом Фитцсиммонсом, Доналдом О’Келайгном и Ивано П. Уильямсом.
(19255) 1994 VK8 является четвёртым кьюбивано открытым Центром малых планет. Первыми тремя являются (15760) 1992 QB1, (15807) 1994 GV9 и (16684) 1994 JQ1.